# Omul-Păianjen: Departe de casă
Omul-Păianjen: Departe de casă (titlu original: Spider-Man: Far From Home) este un film american cu supereroi din 2019, bazat pe personajul Marvel Comics omonim, coprodus de Columbia Pictures și Marvel Studios și distribuit de Sony Pictures Releasing. Este continuarea filmului Omul-Păianjen: Întoarcerea acasă (2017) și al 23-lea film din Universul Cinematografic Marvel (MCU).

## Povestea
În Omul păianjen: Departe de casă, Tom Holland revine în rolul super-eroului prietenos din vecini, care - - după evenimentele din Avengers: Endgame - trebuie să intervină pentru a se opune noilor amenințări puse în fața lumii noastre, care s-a schimbat pentru totdeauna. Filmul extinde universul Spider-Man, scoțându-l pe Peter Parker din zona de confort a casei sale din Queens, New York, pentru a-l trimite în Europa, în ceea ce se presupunea că va fi o vacanță școlară - dar care se transformă în cea mai mare provocare și aventură epică de până acum.
Nick Fury, fostul șef al S.H.I.E.L.D., îi spune lui Peter că Spider-Man va trebui să facă față unei noi provocări, aceea a Creaturilor celor patru elemente fundamentale: pământul, aerul, apa și focul. Creaturile monstruoase au scos capul printr-o gaură a universului… după șocul creat de evenimentele din Avengers: Infinity War și Avengers: Endgame.
Peter îl întâlnește apoi pe Quentin Beck, un super-erou, cunoscut și ca Mysterio, care vine de pe o planetă alternativă Pământului și care e hotărât să pună capăt asaltului acestor creaturi ale elementelor fundamentale.
Departe de casă, Peter trebuie să-și protejeze prietenii, să salveze lumea, să se ridice la înălțimea unei provocări căreia numai el îi poate face față și să se împace cu destinul său de Spider-Man.

## Distribuție
- Tom Holland - Peter Parker
- Samuel L. Jackson - Nick Fury
- Zendaya - MJ
- Cobie Smulders - Maria Hill
- Jon Favreau - Happy Hogan
- J. B. Smoove - Julius Dell
- Jacob Batalon - Ned Leeds]
- Martin Starr - Roger Harrington
- Marisa Tomei - May Parker
- Jake Gyllenhaal - Quentin Beck / Mysterio

Alte roluri
- Peter Billingsley - William Ginter Riva